# Massacro di Kragujevac
Il massacro di Kragujevac fu l'omicidio di massa di uomini e ragazzi, da parte dei soldati tedeschi, avvenuto il 21 ottobre 1941 a Kragujevac, per un numero di vittime variabile tra i 2778 e i 2 794 persone, per lo più serbi. Il massacro si verificò nel territorio della Serbia occupata dai tedeschi durante la seconda guerra mondiale come rappresaglia per gli attacchi dei ribelli nel distretto di Gornji Milanovac, tali attacchi provocarono la morte di dieci soldati tedeschi e il ferimento di altri 26. Il numero di ostaggi da fucilare fu calcolato come un rapporto di 100 ostaggi giustiziati per ogni soldato tedesco ucciso e 50 ostaggi giustiziati per ogni soldato tedesco ferito, una formula ideata da Adolf Hitler con l'intento di sopprimere la resistenza antinazista nell'Europa orientale.
Dopo che fu condotta un'operazione punitiva nei villaggi circostanti, durante la quale furono uccisi oltre 400 maschi e furono bruciati quattro villaggi, furono uccisi altri 70 ebrei e comunisti maschi in precedenza arrestati a Kragujevac. Contemporaneamente, i maschi di età compresa tra i 16 e i 60 anni, compresi gli studenti delle scuole superiori, furono radunati dalle truppe tedesche e dai collaboratori locali e le vittime furono selezionate tra loro. I maschi selezionati furono quindi condotti nei campi fuori città, colpiti da pesanti mitragliatrici e i loro corpi sepolti in fosse comuni. I registri militari tedeschi contemporanei indicarono che furono fucilati 2300 ostaggi. Dopo la guerra, le stime gonfiate arrivarono a 7000 morti, ma studiosi tedeschi e serbi hanno concordato la cifra di quasi 2800 uccisi, inclusi 144 studenti delle scuole superiori. Oltre ai serbi, le vittime del massacro inclusero ebrei, rom, musulmani, macedoni, sloveni e membri di altre nazionalità.
Diversi alti funzionari militari tedeschi furono processati e condannati per il loro coinvolgimento nelle sparatorie per rappresaglia al processo di Norimberga e ai successivi processi di Norimberga. Il massacro ebbe un profondo effetto sul corso della guerra in Jugoslavia. Inasprì le tensioni tra i due movimenti di guerriglia, i partigiani a guida comunista e i cetnici nazionalisti serbi monarchici, e convinse il leader cetnico Draža Mihailović che ulteriori attacchi contro i tedeschi avrebbero solo provocato più morti tra i civili serbi. I tedeschi trovarono presto le esecuzioni di massa dei serbi inefficaci e controproducenti, poiché tesero a spingere la popolazione tra le braccia degli insorti. Il rapporto di 100 esecuzioni per un soldato ucciso e 50 esecuzioni per un soldato ferito fu ridotto della metà nel febbraio 1943 e rimosso del tutto nel corso dell'anno. Il massacro è commemorato dalla manifestazione Ottobre nel Parco commemorativo di Kragujevac e dal Museo del 21 ottobre, ed è stato oggetto di numerose poesie e lungometraggi. L'anniversario del massacro viene commemorato ogni anno in Serbia come Giornata in memoria delle vittime serbe della seconda guerra mondiale.

## Contesto storico

### L'accerchiamento e l'invasione della Jugoslavia
Dopo l'Anschluss del 1938 tra la Germania nazista e l'Austria, la Jugoslavia arrivò a condividere il confine nord-occidentale con la Germania e subì crescenti pressioni quando i suoi vicini si allinearono con le potenze dell'Asse. Nell'aprile del 1939, l'Italia aprì una seconda frontiera con la Jugoslavia quando invase e occupò la vicina Albania. Allo scoppio della seconda guerra mondiale, il governo jugoslavo dichiarò la sua neutralità. Tra settembre e novembre 1940, Ungheria e Romania aderirono al Patto tripartito, allineandosi con l'Asse, e l'Italia invase la Grecia. La Jugoslavia fu ormai quasi completamente circondata dalle potenze dell'Asse e dai loro satelliti, e la sua posizione neutrale nei confronti della guerra divenne tesa. Alla fine di febbraio 1941, anche la Bulgaria aderì al Patto. Il giorno successivo, le truppe tedesche entrarono in Bulgaria dalla Romania, chiudendo l'anello intorno alla Jugoslavia. Con l'intenzione di proteggere il suo fianco meridionale per l'imminente attacco all'Unione Sovietica, il dittatore tedesco Adolf Hitler iniziò a esercitare forti pressioni sulla Jugoslavia affinché si unisse all'Asse. Il 25 marzo 1941, dopo un certo ritardo, il governo jugoslavo firmò con riserva il Patto. Due giorni dopo, un gruppo di ufficiali nazionalisti serbi e filo-occidentali della Regia aeronautica jugoslava deposero il reggente del paese, il principe Paolo, con un colpo di Stato senza sangue. Posero sul trono il nipote adolescente Pietro II e portarono al potere un "governo di unità nazionale" guidato dal comandante della Regia aeronautica jugoslava, il generale Dušan Simović. Il colpo di Stato fece infuriare Hitler, che ordinò immediatamente l'invasione del paese, iniziata il 6 aprile 1941.
La Jugoslavia fu rapidamente sopraffatta dalla forza combinata delle potenze dell'Asse e si arrese in meno di due settimane. Il governo e la famiglia reale andarono in esilio e il paese fu occupato e smembrato dai suoi vicini. Il territorio della Serbia occupato dai tedeschi fu limitato ai confini del Regno di Serbia prima della guerra balcanica ed era occupato direttamente dai tedeschi per le principali rotte di trasporto ferroviario e fluviale che lo attraversarono, nonché per le sue preziose risorse, in particolare metalli non ferrosi. Il territorio occupato copriva circa 51000 km2 e aveva una popolazione di 3800000 di persone. Hitler considerò brevemente di cancellare tutta l'esistenza di uno stato serbo, ma questa intenzione fu rapidamente abbandonata e i tedeschi iniziarono a cercare un serbo adatto a guidare un governo fantoccio a Belgrado. Inizialmente si orientarono su Milan Aćimović, un convinto anticomunista che prestò servizio come ministro degli Affari interni della Jugoslavia tra la fine del 1939 e l'inizio del 1940.

### Occupazione e resistenza

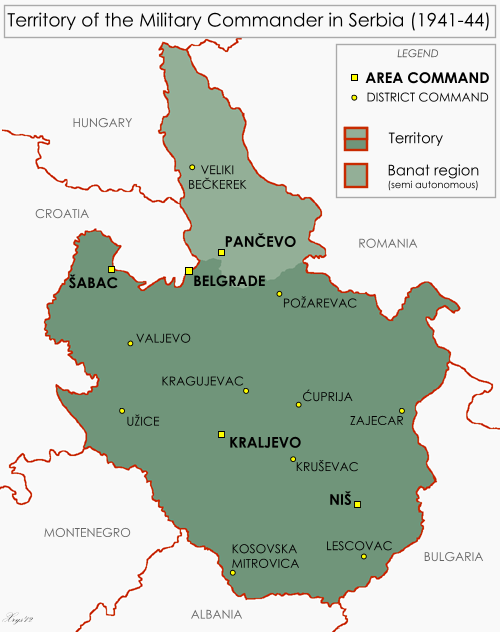
Mappa della Serbia occupata

Dopo l'invasione emersero due movimenti di resistenza: i partigiani multietnici a guida comunista e i cetnici nazionalisti serbi monarchici, sebbene durante il 1941, all'interno del territorio occupato, anche i partigiani fossero costituiti quasi interamente da serbi. I partigiani furono guidati dal Segretario Generale del Partito Comunista di Jugoslavia, Josip Broz Tito; i cetnici furono guidati dal colonnello Draža Mihailović, ufficiale dell'esercito reale jugoslavo tra le due guerre. I due movimenti ebbero obiettivi ampiamente divergenti. Mentre i partigiani cercarono di trasformare la Jugoslavia in uno stato comunista sotto la guida di Tito, i cetnici cercavano un ritorno allo status quo dell'anteguerra, per cui la monarchia jugoslava e per estensione l'egemonia politica serba, sarebbe stata ripristinata. La resistenza comunista iniziò all'inizio di luglio, poco dopo l'invasione dell'Unione Sovietica, prendendo di mira sia i tedeschi che le autorità fantoccio. Verso la fine di agosto 1941, i partigiani e i cetnici effettuarono attacchi congiunti contro i tedeschi. I partigiani furono ben organizzati e molti dei loro comandanti acquisirono un'ampia esperienza militare avendo già combattuto nella guerra civile spagnola. Entro diversi mesi dall'invasione, ci furono 8000 combattenti distribuiti in 21 distaccamenti nella sola Serbia: molti cetnici furono gli stessi veterani delle guerre balcaniche e della prima guerra mondiale o gli ex membri dell'esercito reale jugoslavo, vantando circa altri 20000 combattenti nel territorio serbo occupato dai tedeschi al momento del massacro.
Il 29 agosto i tedeschi sostituirono Aćimović con un altro fervente anticomunista, l'ex Ministro dell'Esercito e della Marina e Capo di Stato Maggiore Generale, il generale Milan Nedić, che formò un nuovo governo fantoccio. A settembre, al governo Nedić fu permesso di formare il Serbisches SS-Freiwilligen Korps (in serbo-croato: Srpska dobrovoljačka komanda; SDK), una formazione paramilitare ausiliaria per aiutare a reprimere la resistenza anti-tedesca. In effetti, la SDK fu il braccio militare del movimento nazionale jugoslavo di ispirazione fascista (in serbo-croato: Združena borbena organizacija rada, Zbor), guidato da Dimitrije Ljotić. Originariamente doveva avere una forza di 3000-4000 soldati, ma questo numero alla fine salì a 12000. Fu guidato da Kosta Mušicki, un ex colonnello dell'esercito reale jugoslavo, nominato da Nedić il 6 ottobre 1941. Nelle prime fasi dell'occupazione, la SDK costituì il grosso delle forze di Nedić, che contarono circa 20000 uomini entro la fine del 1941.

## Preludio

### Insurrezione antitedesca

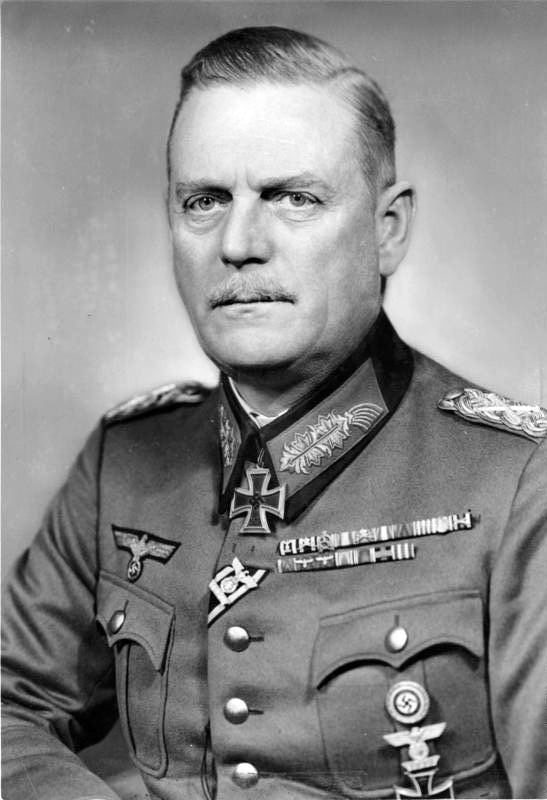
Il Generalfeldmarschall Wilhelm Keitel dell'OKW, emise l'ordine di Hitler in merito alla fucilazione degli ostaggi.

L'incapacità di Nedić di schiacciare partigiani e cetnici spinse il comandante militare in Serbia a richiedere dei rinforzi ai tedeschi da altre regioni del continente. A metà settembre trasferirono il 125º reggimento di fanteria dalla Grecia e la 342ª divisione di fanteria dalla Francia per aiutare a reprimere la rivolta in Serbia. Il 16 settembre, Hitler emise la Direttiva nº 312 per il Generalfeldmarschall Wilhelm List, il comandante della Wehrmacht nell'Europa sudorientale, ordinandogli di sopprimere ogni forma di resistenza in quella regione del continente. Lo stesso giorno, l'Oberkommando der Wehrmacht (Comando Supremo delle Forze Armate) emise l'ordine di Hitler sulla soppressione dei "Movimenti di resistenza armata comunista nelle aree occupate", firmato dal Generalfeldmarschall Wilhelm Keitel: questo decreto specificò che tutti gli attacchi contro i tedeschi sul fronte orientale dovevano essere "considerati di origine comunista", e che dovevano essere fucilati 100 ostaggi per ogni soldato tedesco ucciso e 50 per ogni soldato tedesco ferito. L'ordine fu destinato ad applicarsi in tutta l'Europa orientale, sebbene una politica identica fosse già stata attuata in Serbia già dal 28 aprile 1941, volta a scoraggiare gli attacchi della guerriglia. Gli attacchi contro i tedeschi aumentarono nella prima metà dell'anno e la Serbia tornò ad essere una zona di guerra. Le truppe tedesche imperversarono attraverso le campagne bruciando villaggi, prendendo ostaggi e stabilendo campi di concentramento. Le prime esecuzioni di massa degli ostaggi iniziarono a luglio.
Il rafforzamento della presenza militare tedesca in Serbia provocò una nuova ondata di esecuzioni di massa e di crimini di guerra. I comandanti maggiormente responsabili di queste atrocità furono principalmente di origine austriaca, già in servizio nell'esercito austro-ungarico durante la prima guerra mondiale. La maggior parte furono ardentemente anti-serbi, un pregiudizio a cui lo storico Stevan K. Pavlowitch collega il più ampio razzismo anti-slavo dei nazisti. Il 19 settembre, il General der Gebirgstruppe Franz Böhme fu nominato Comandante Generale Plenipotenziario in Serbia, con la responsabilità di sedare la rivolta, portando con sé il personale del XVIII Corpo da Montagna: gli furono assegnate delle forze aggiuntive per assisterlo nello scopo, rafforzando le tre divisioni tedesche già presenti nel territorio. Queste divisioni erano la 704ª divisione di fanteria, la 714ª divisione di fanteria e la 717ª divisione di fanteria. Böhme vantò un profondo odio per i serbi e incoraggiò le sue truppe prevalentemente nate in Austria a esigere "vendetta" contro di loro. Le sue principali lamentele furono l'assassinio dell'arciduca Francesco Ferdinando e le successive sconfitte militari austro-ungariche per mano dell'esercito reale serbo, che pensò potesse essere rettificato solo dalla fucilazione per rappresaglia dei civili serbi. "Il vostro obiettivo", dichiarò Böhme, "è da raggiungere in una terra dove, nel 1914, scorrevano rivoli di sangue tedesco a causa del tradimento dei serbi, uomini e donne. Voi siete i vendicatori di quei morti".

### Scontri al Gornji Milanovac

#### Resa della 6ª Compagnia
Entro la fine di settembre 1941, la città di Gornji Milanovac fu effettivamente tagliata fuori dal resto della Serbia occupata dai tedeschi dalla frequente interruzione del trasporto stradale e ferroviario da e verso di essa. Il 29 settembre, elementi dei distaccamenti partigiani attaccarono Gornji Milanovac, difeso dalla 6ª compagnia del 920º battaglione Landesschützen. La guarnigione della 6ª Compagnia fu basata su una scuola locale. I guerriglieri non si aspettarono di catturare la guarnigione, ma intrapresero l'attacco per generare nuove reclute dall'area circostante. Il comandante cetnico locale, Zvonimir Vučković, venne a conoscenza dei piani partigiani e decise di unirsi all'attacco per evitare la significativa perdita di prestigio che sarebbe derivata dal consentire ai partigiani di attaccare da soli. Gli insorti lanciarono un attacco mattutino contro la scuola. Sebbene riuscissero a superare i posti di sentinella, le mitragliatrici pesanti dei tedeschi fermarono presto l'assalto. In 90 minuti di combattimento, dieci tedeschi furono uccisi e 26 feriti. I due gruppi di ribelli ritennero che continuare l'assalto sarebbe stato troppo costoso e Vučković suggerì di negoziare con i tedeschi.
Sapendo che i tedeschi sarebbero stati molto più propensi a condurre negoziati con i realisti invece che con i comunisti, i partigiani permisero ai cetnici di condurre i negoziati per attirare la guarnigione fuori dalla città. Un inviato cetnico consegnò l'ultimatum alla guarnigione, chiedendo che si arrendesse ai guerriglieri. L'ultimatum fu respinto. Trenta minuti dopo, apparve un secondo inviato cetnico, che garantì alla 6ª compagnia il passaggio indisturbato a Čačak a condizione che lasciasse Gornji Milanovac lo stesso giorno. Chiese inoltre che la città e i suoi abitanti fossero risparmiati da ogni possibile rappresaglia. Il comandante della 6ª compagnia acconsentì e fece evacuare la guarnigione. A circa 3 chilometri da Gornji Milanovac, la 6ª compagnia fu circondata dai guerriglieri e costretta ad arrendersi.

#### Spedizione punitiva del battaglione

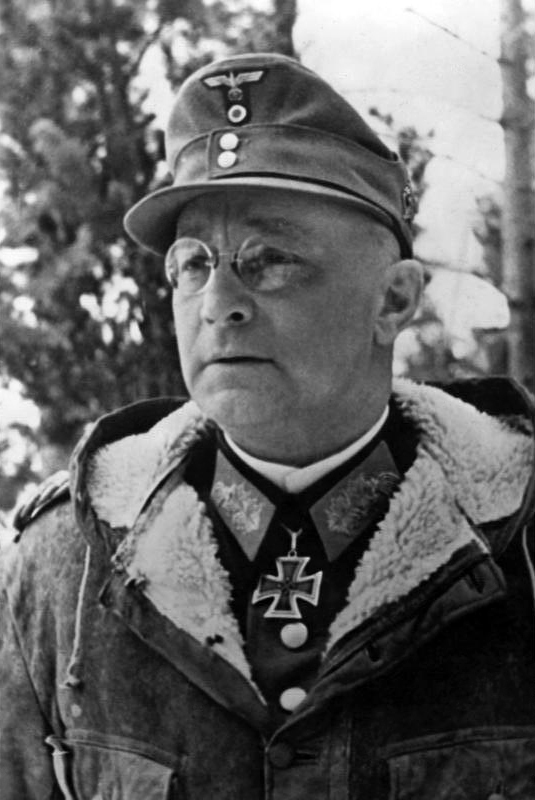
Il General der Gebirgstruppe Franz Böhme fu furioso quando i suoi ordini di bruciare Gornji Milanovac e catturare degli ostaggi non furono eseguiti.

La scomparsa della 6ª compagnia causò del malcontento nei ranghi tedeschi. Il volo di ricognizione inviato per localizzarla non ebbe successo. Le autorità occupazionali non furono a conoscenza del destino della 6ª Compagnia fino a quando un ufficiale tedesco non riuscì a fuggire e riferì dell'accaduto: i prigionieri tedeschi venivano trattati umanamente, ma quando Böhme venne a conoscenza della situazione, decise che fu necessaria una rappresaglia e per questo ordinò al 3º Battaglione del 749º Reggimento di Fanteria di bruciare Gornji Milanovac e prendere degli ostaggi per accelerare il recupero delle truppe tedesche catturate.
Il 3º battaglione iniziò la sua avanzata il 5 ottobre, combattendo lungo la strada di 40 chilometri per Gornji Milanovac e subendo diverse vittime. Entrando a Gornji Milanovac, radunò tra i 120 e i 170 ostaggi maschi, tra cui un comandante cetnico che avrebbe dovuto incontrare i suoi superiori il giorno successivo. L'ufficiale in comando del battaglione, Hauptmann Fiedler, cercò di sfruttare quest'uomo per contattare il comando cetnico e organizzare uno scambio di prigionieri. Temendo che un'azione del genere avrebbe messo a repentaglio il recupero dei prigionieri tedeschi, Fiedler decise di non radere al suolo Gornji Milanovac.
In questo periodo, Fiedler ricevette un segnale SOS dalla vicina Rudnik, dove un'altra unità tedesca fu coinvolta in pesanti combattimenti con i guerriglieri. Fiedler decise quindi di reindirizzare il 3º Battaglione a Rudnik per dare il cambio all'unità. Supponendo che avrebbe dovuto passare per Gornji Milanovac sulla via del ritorno, decise di posticipare la presa degli ostaggi a Gornji Milanovac e la distruzione della città fino al suo ritorno da Rudnik. Contrariamente alle aspettative di Fiedler, il battaglione ricevette l'ordine di tornare a Kragujevac subito dopo aver sollevato l'unità a Rudnik, e quindi non fu in grado di radere al suolo Gornji Milanovac. Böhme fu furioso e il 15 ottobre inviò il 3º Battaglione a Gornji Milanovac per eseguire i suoi ordini iniziali. Il battaglione tornò a Gornji Milanovac lo stesso giorno, ma ora si poterono trovare solo quaranta persone da catturare come ostaggi. La città fu poi rasa al suolo. Questa volta non fu fatto alcun tentativo di scambiare gli ostaggi.

### Massacro di Kraljevo
Tra il 15 e il 16 ottobre, 10 soldati tedeschi furono uccisi e 14 feriti durante un attacco congiunto partigiano-cetnico a Kraljevo, una città a circa 150 chilometri a sud di Belgrado e 50 chilometri a sud-est di Gornji Milanovac. Il 15 ottobre, le truppe della 717ª divisione di fanteria spararono a 300 civili a Kraljevo per rappresaglia. Queste uccisioni di rappresaglia continuarono nei giorni successivi, e dal 17 al 20 ottobre le truppe tedesche radunarono e uccisero 1736 uomini e 19 donne "comuniste", nonostante i tentativi dei collaborazionisti locali di mitigare la punizione. Queste esecuzioni furono supervisionate personalmente dal comandante della 717ª divisione divisione di fanteria, il Generalmajor Paul Hoffman.

## Sequenza temporale

### Rastrellamento
Kragujevac è una città industriale nella Serbia centrale, a circa 100 km a sud di Belgrado, e 37 km a est di Gornji Milanovac. Nel 1941 contava una popolazione di oltre 40 000 abitanti, ed era il quartier generale di un distretto militare tedesco. La città era anche sede della più grande fabbrica di armamenti della Jugoslavia, che aveva tra i 7000 e gli 8000 lavoratori prima dell'invasione.
Subito dopo il massacro fu scritto un rapporto dal comandante del distretto militare di Kragujevac, Hauptmann Otto von Bischofhausen. Questo rapporto fu indirizzato a Böhme e successivamente fu presentato come prova ai successivi processi di Norimberga. Secondo von Bischofhausen, nella tarda serata del 18 ottobre, tutti gli ebrei maschi a Kragujevac, insieme ad alcuni comunisti, furono arrestati secondo delle liste, per un totale di 70 persone. Poiché si trattava di un numero troppo basso di ostaggi per raggiungere la quota di 2 300 persone, si propose di eseguire degli arresti per strada, nelle piazze e nelle case di Kragujevac, in un'operazione che doveva essere condotta dal 3º Battaglione del 749º Reggimento di Fanteria e dal 1º Battaglione del 724º Reggimento di Fanteria, parte della 704ª Divisione di Fanteria. In risposta a questa proposta, von Bischofhausen affermò di aver suggerito al comandante della guarnigione, il maggiore Paul König, che invece di usare la popolazione di Kragujevac, gli ostaggi richiesti fossero raccolti dai villaggi circostanti, noti per essere "completamente disseminati di comunisti". Secondo il racconto di von Bischofhausen, questo suggerimento fu inizialmente accettato da König e il 19 ottobre il 3º battaglione rastrellò i villaggi di Mečkovac e Maršić e il 1º Battaglione condusse un'operazione simile nei villaggi di Grošnica e Milatovac. In totale, in questi quattro villaggi, furono fucilati 422 uomini senza perdite tedesche.
La sera del 19 ottobre von Bischofhausen incontrò nuovamente König e gli fu detto che la proposta originale fosse attuata il giorno successivo per raccogliere i 2300 ostaggi. La sera seguente, gli ebrei e i comunisti maschi, trattenuti senza cibo dal loro arresto, furono fucilati dalle truppe tedesche nella caserma e nel cortile dove erano detenuti. Contemporaneamente, i maschi di età compresa tra 16 e 60 anni furono arrestati all'interno della stessa Kragujevac. Furono detenuti nelle baracche di un ex battaglione motorizzato a Stanovija Field. Furono radunati oltre 7000 ostaggi. Le truppe tedesche e le unità etniche tedesche del Banato furono coinvolte nel rastrellamento, così come il 5º reggimento della SDK, al comando di Marisav Petrović. Secondo von Bischofhausen, König permise che diverse gruppi di uomini fossero esclusi dal rastrellamento, compresi quelli con un pass speciale rilasciato dal quartier generale distrettuale di von Bischofhausen, i professionisti specializzati o coloro che avessero un mestiere essenziale, e quelli che furono membri del movimento di Ljotić. Quando fu possibile individuare troppo pochi maschi adulti, furono radunati anche gli studenti delle scuole superiori. Furono sequestrati anche i sacerdoti e i monaci delle chiese della città. Ogni ostaggio fu registrato e le sue cose annotate meticolosamente.

### Esecuzioni

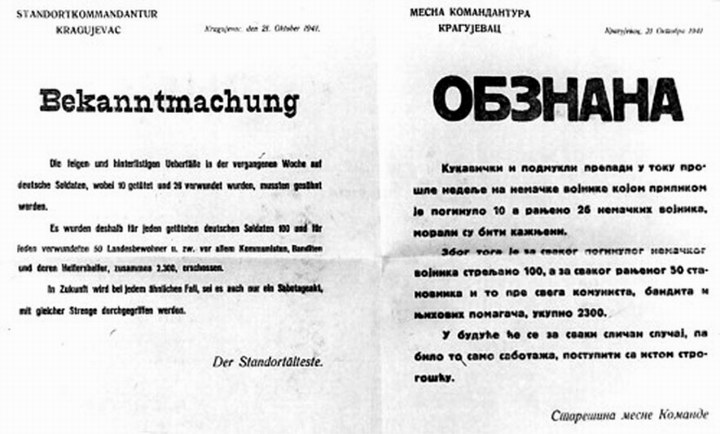
Notifica pubblica tedesca che annuncia la fucilazione di ostaggi, 21 ottobre 1941

Gli ostaggi furono trattenuti durante la notte in una piazza pubblica della città. Nella sua versione dei fatti, von Bischofhausen affermò di aver sollevato delle obiezioni a König, ma quest'ultimo insistette che i suoi ordini, emessi dal comandante del 749º reggimento di fanteria, fossero eseguiti. Poco prima dell'inizio delle esecuzioni, Ljotić ottenne l'approvazione per due funzionari di Zbor per esaminare gli ostaggi. Oltre 3 000 persone, quelle identificate come "veri nazionalisti" e "veri patrioti", furono escluse dalle liste delle esecuzioni a seguito dell'intervento di Ljotić. Coloro che non furono estratti dalla riserva degli ostaggi, furono accusati di essere comunisti o di diffondere "propaganda comunista". I funzionari Zbor dissero loro che non valeva la pena salvarli perché avevano "contagiato le giovani generazioni con le loro idee di sinistra". I tedeschi considerarono il coinvolgimento di Zbor un "fastidio". Secondo Jovan Byford, non fu mai inteso o probabile che riducesse il numero complessivo di ostaggi uccisi per rappresaglia e serviva solo a garantire l'esclusione di quelli che Zbor riteneva valesse la pena salvare.
La mattina del 21 ottobre, gli uomini e i ragazzi riuniti furono condotti in un campo fuori città. Per un periodo di sette ore, furono schierati in gruppi da 50 a 120 e fucilati con mitragliatrici pesanti. "Vai avanti e spara", disse un anziano insegnante, "sto conducendo la mia classe". Fu fucilato insieme ai suoi studenti. Mentre affrontavano il plotone di esecuzione, molti ostaggi cantavano la canzone patriottica Hej Slaveni, che divenne l'inno nazionale della Jugoslavia dopo la guerra. Un soldato tedesco fu fucilato per essersi rifiutato di partecipare alle uccisioni.
Un rapporto tedesco affermò:"Le esecuzioni a Kragujevac sono avvenute sebbene non ci fossero stati attacchi contro membri della Wehrmacht in questa città, per il motivo che non si potevano trovare abbastanza ostaggi altrove". Anche alcuni informatori tedeschi furono inavvertitamente uccisi. "Chiaramente", scrive lo storico dell'Olocausto Mark Levene, "i tedeschi in uniforme non erano così particolari su chi sparavano per rappresaglia, specialmente nei Balcani, dove la popolazione era considerata subumana".
Le vittime delle esecuzioni di massa includevano serbi, ebrei, rom, musulmani, macedoni, sloveni e membri di altre nazionalità. Dopo il massacro, la Wehrmacht tenne una parata militare attraverso il centro della città. Il 31 ottobre, Böhme ha inviato un rapporto al comandante ad interim della Wehrmacht nell'Europa sudorientale, il General der Pioniere Walter Kuntze, riferendo che 2300 ostaggi erano stati fucilati a Kragujevac.

## Conseguenze

### Risposta
Il comandante partigiano e poi storico Milovan Djilas ha ricordato nelle sue memorie come il massacro di Kragujevac abbia attanagliato tutta la Serbia con "orrore mortale". Durante la guerra, i collaboratori locali fecero pressioni sui tedeschi affinché implementassero rigorose procedure di controllo per garantire che i "civili innocenti" non fossero giustiziati, anche se solo quando gli ostaggi fossero di etnia serba. L'entità dei massacri a Kragujevac e Kraljevo comportò che i guerriglieri non concedessero tregua ai prigionieri di guerra tedeschi.
"Il nemico ha cambiato il suo atteggiamento nei confronti dei prigionieri tedeschi", riferì un alto ufficiale della Wehrmacht. "Ora di solito vengono maltrattati e fucilati".
Quando Böhme fu sollevato dalla carica di comandante generale plenipotenziario nel dicembre 1941, tra 20000 e 30000 civili furono uccisi in sparatorie per rappresaglia tedesche. Il rapporto di 100 esecuzioni per ogni soldato ucciso e 50 esecuzioni per ogni soldato ferito fu ridotto della metà nel febbraio 1943 e rimosso del tutto nel corso dell'anno. D'ora in poi, ogni singola esecuzione doveva essere approvata dall'inviato speciale Hermann Neubacher. I massacri di Kragujevac e Kraljevo portarono i comandanti militari tedeschi in Serbia a mettere in dubbio l'efficacia di tali omicidi, poiché spinsero migliaia di serbi nelle mani della guerriglia anti-tedesca. A Kraljevo fu fucilata l'intera forza lavoro serba di una fabbrica di aeroplani che produceva armamenti per i tedeschi. Ciò contribuì a convincere l'OKW che le sparatorie arbitrarie di serbi non solo comportassero un costo politico significativo, ma fossero anche controproducenti.
Gli omicidi di Kragujevac e Kraljevo hanno esacerbato le tensioni tra partigiani e cetnici. Convinsero anche Mihailović che la resistenza attiva fosse inutile finché i tedeschi detenessero il vantaggio militare inattaccabile nei Balcani e che l'uccisione delle truppe tedesche avrebbe portato solo alla morte non necessaria di decine di migliaia di serbi. Decise quindi di ridurre gli attacchi della guerriglia cetnica e attendere uno sbarco alleato nei Balcani. Le uccisioni avvennero solo pochi giorni prima che il capitano Bill Hudson, un ufficiale esecutivo delle operazioni speciali, incontrasse Mihailović nel suo quartier generale di Ravna Gora. Hudson assistette alle conseguenze del massacro notando il tributo psicologico richiesto.
"Mattina e notte erano l'atmosfera più desolante", ha raccontato, "perché le donne erano nei campi e ogni alba e tramonto si sentivano i lamenti. Questo ha avuto un effetto molto forte su Mihailović". "La tragedia ha dato a Nedić una prova convincente che i serbi sarebbero stati sterminati biologicamente se non fossero stati sottomessi", scrisse Djilas, "e ai cetnici la prova che i partigiani stavano provocando prematuramente i tedeschi".
La decisione di Mihailović di astenersi dall'attaccare i tedeschi portò a una spaccatura con Tito e con i partigiani. La non resistenza dei cetnici rese più facile per i tedeschi affrontare i partigiani, che per gran parte del resto della guerra non poterono sconfiggerli in combattimento.

### Procedimenti legali e stime dei massacri

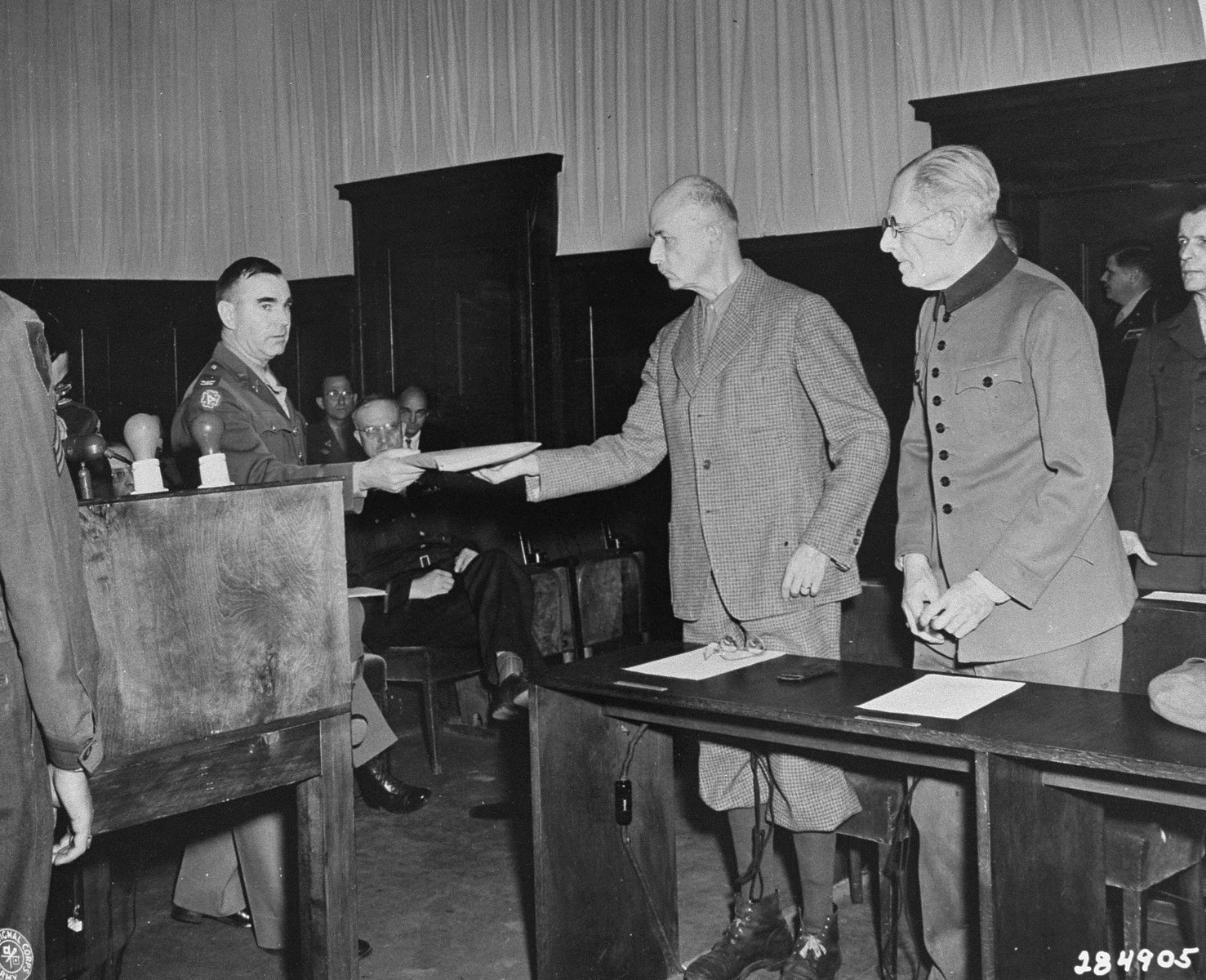
Wilhelm List riceve l'accusa nel Processo per gli ostaggi, 12 maggio 1947

L'11 novembre 1941, i partigiani catturarono un ufficiale della Wehrmacht di nome Renner, comandante dell'area a Leskovac, che stava prendendo parte a una retata antipartigiana intorno a Libano. Scambiandolo per König, che secondo alcuni aveva regalato a Renner un portasigarette con inciso il suo nome, i partigiani giustiziarono Renner come criminale di guerra. Per quasi cinquant'anni fu opinione diffusa che König, e non Renner, fosse stato ucciso dai partigiani. Nel 1952 fu eretta una targa nel luogo in cui si presumeva fosse stato ucciso König e fu scritta una canzone sull'incidente. Negli anni '80 fu definitivamente dimostrato che l'ufficiale tedesco giustiziato dai partigiani nel novembre 1941 non fu König. Una nuova targa fu così dedicata nel 1990.
List e Böhme furono entrambi catturati alla fine della guerra. Il 10 maggio 1947 furono accusati di crimini di guerra e crimini contro l'umanità nell'ambito del processo per gli ostaggi dei successivi processi di Norimberga. Uno dei crimini specificatamente elencati nell'atto d'accusa fu il massacro di 2300 ostaggi a Kragujevac. Böhme si suicidò prima della sua citazione in giudizio. List fu ritenuto colpevole. Fu condannato all'ergastolo nel 1948, ma fu rilasciato per problemi di salute nel 1953. Nonostante ciò visse fino al giugno 1971. Keitel fu riconosciuto colpevole di crimini di guerra e crimini contro l'umanità al processo di Norimberga e successivamente impiccato. Hoffmann, che la popolazione locale soprannominò il "macellaio di Kraljevo e Kragujevac", fu promosso al comando della più capace 352ª divisione di fanteria nel novembre 1941. Concluse la guerra come comandante di un campo di prigionieri di guerra essendo stato degradato per essersi rifiutato di sparare ai disertori in Ucraina. La 717ª divisione di fanteria fu riorganizzata come 117ª divisione Jäger più avanti nella guerra e le sue truppe presero parte al massacro di centinaia di civili greci a Kalavryta nel dicembre 1943.
Almeno 31 fosse comuni furono scoperte a Kragujevac e dintorni dopo la guerra. Nel 1969, lo storico Jozo Tomasevich scrisse che, nonostante fonti ufficiali tedesche affermassero che erano stati fucilati 2300 ostaggi, sia i partigiani che i cetnici convennero che il numero delle vittime era di circa 7000. Ha inoltre affermato che un'attenta indagine dello studioso Jovan Marjanović nel 1967 aveva fissato la cifra a circa 5000. Nel 1975, Tomasevich notò che alcune stime del numero delle persone uccise arrivavano a 7000, ma che la principale autorità sul terrore tedesco in Serbia, Venceslav Glišić, collocava la cifra a circa 3000. Nel 2007, Pavlowitch ha scritto che le cifre gonfiate di 6000-7000 vittime furono ampiamente credute per molti anni, ma che gli studiosi tedeschi e serbi avevano recentemente concordato sulla cifra di 2778. Nello stesso anno, il curatore del Museo del 21 ottobre a Kragujevac, Staniša Brkić, pubblicò un libro con i nomi e i dati personali di 2794 vittime. Sul totale dei morti, 144 furono studenti delle scuole superiori e cinque delle vittime avevano 12 anni. L'ultimo sopravvissuto al massacro, Dragoljub Jovanović, è morto nell'ottobre 2018 all'età di 94 anni. È sopravvissuto nonostante abbia riportato undici ferite da proiettile e ha dovuto subire l'amputazione di una gamba. Dopo la guerra fu nominato direttore inaugurale del Museo del 21 ottobre.

## Eredità

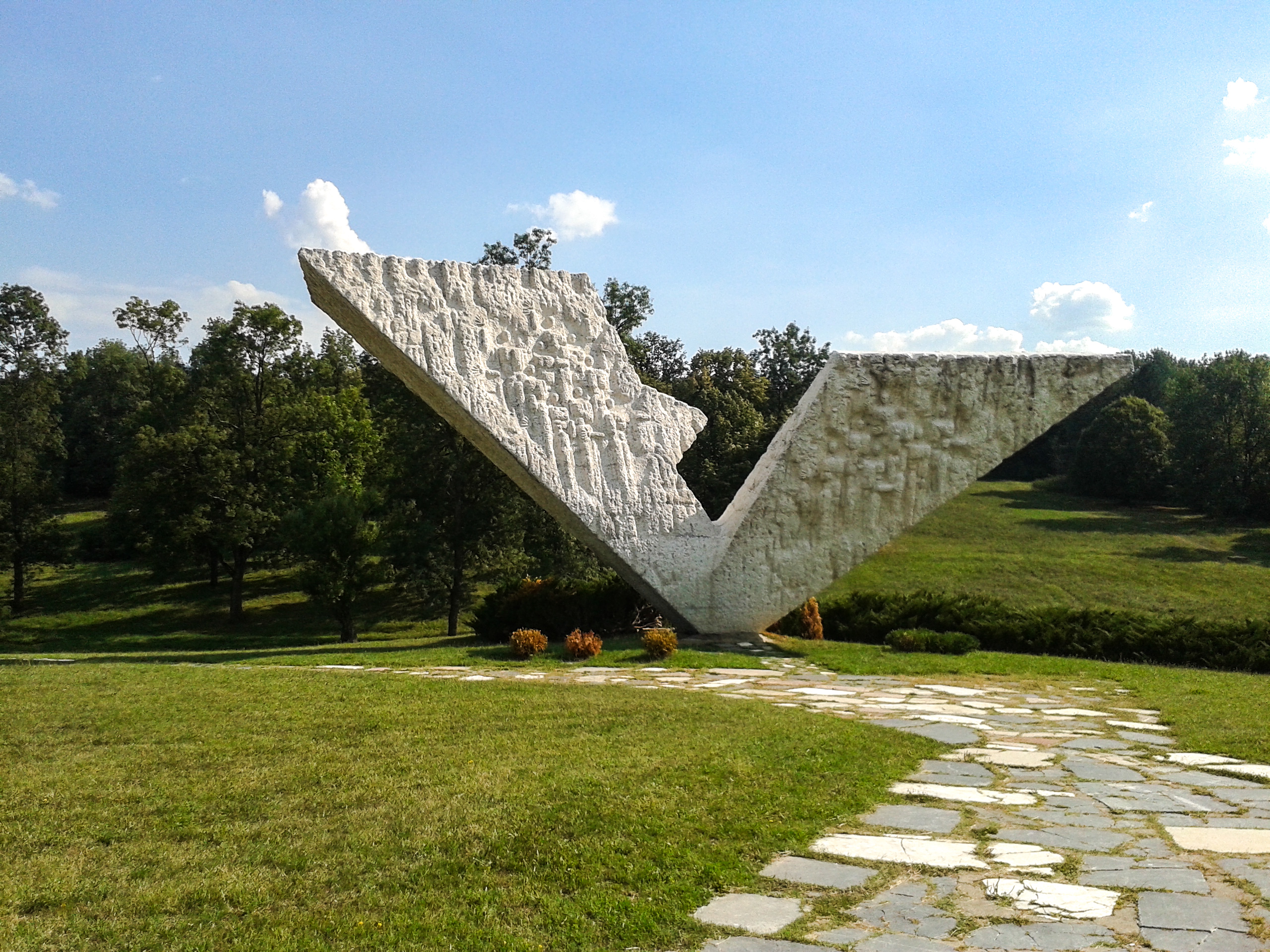
Il Monumento al Volo Interrotto nel Parco commemorativo di Kragujevac

Il massacro di Kragujevac finì per simboleggiare la brutalità dell'occupazione tedesca nella memoria popolare jugoslava. Può paragonarsi alla distruzione da parte dei tedeschi del villaggio cecoslovacco di Lidice nel giugno 1942 e al massacro degli abitanti di Oradour-sur-Glane, in Francia, nel giugno 1944.
Per commemorare le vittime del massacro, l'intera Šumarice fu designata come parco commemorativo nel 1953. Ora è conosciuta come il Parco commemorativo di Kragujevac e copre 353 ettari che comprendono l'area che contiene le fosse comuni. Il Museo del 21 ottobre è stato fondato all'interno del parco il 15 febbraio 1976. Šumarice è il luogo di una commemorazione annuale televisiva nota come Lezione della Grande Scuola (in serbo: Veliki školski čas) che attira migliaia di partecipanti ogni anno. Il parco contiene diversi monumenti, tra cui il "Monumento al Volo Interrotto", dedicato agli studenti delle scuole superiori assassinati e ai loro insegnanti, e i monumenti Dolore e Disprezzo, Cento per uno e Resistenza e Libertà. Il sito ha subito dei danni durante il bombardamento da parte della NATO in Jugoslavia nel 1999.
Nel 2012, l'Assemblea nazionale della Serbia ha approvato una legge che dichiara il 21 ottobre la Giornata in memoria delle vittime serbe della seconda guerra mondiale. Il gabinetto federale tedesco non si è mai scusato ufficialmente per nessuna delle esecuzioni di massa commesse in Serbia dalla Wehrmacht durante la seconda guerra mondiale, incluso il massacro di Kragujevac. Il 21 ottobre 2021, la vicepresidente del Bundestag Claudia Rothè fu il primo alto funzionario del governo tedesco a partecipare alla commemorazione annuale a Šumarice. "La mia intenzione di partecipare era sottolineare che non lasceremo dimenticare i crimini dei nazisti e della Wehrmacht", ha rimarcato Roth, "e che, basandosi su quel ricordo, vogliamo promuovere relazioni buone e amichevoli con i nostri amici e partner serbi."

## Nella cultura di massa
La poetessa e scrittrice serba Desanka Maksimović scrisse una poesia sul massacro intitolata Krvava bajka. La poesia fu successivamente inclusa nel programma scolastico della scuola secondaria jugoslava e gli alunni dovevano impararla a memoria. È tra le poesie in lingua serba più famose. Le sue recitazioni costituiscono il fulcro delle cerimonie annuali di commemorazione a Šumarice. Nel 1965, il poeta belga Karel Jonckheere scrisse la poesia Kinderen met krekelstem, anch'essa sul massacro. The Blue Butterfly, un libro di poesie di Richard Berengarten, si basa sulle esperienze del poeta durante la visita a Kragujevac nel 1985, quando una farfalla blu atterrò sulla sua mano all'ingresso del museo commemorativo.
Il massacro è stato oggetto di due lungometraggi: Prozvan je i V-3 (V-3 is Called Out; 1962) e Krvava bajka (A Bloody Fairy Tale; 1969), dal nome dell'omonimo poema.